# Jahanara Begum
Jahanara Begum, född 23 mars 1614 i Agra, död 16 september 1681 i Delhi, var en indisk prinsessa, dotter till stormogulen Shah Jahan och Mumtaz Mahal och syster till kejsar Aurangzeb, kronprins Dara Shikoh och Roshanara Begum.
Hon blev faderns politiska rådgivare och högst i rang av alla kvinnor vid hans hov efter sin mors död 1631, med ansvar för mogulharemet. Under faderns sjukdom stödde hon sin bror Dara Shikoh mot sin yngre bror Aurangzeb under de tronstrider som utbröt, och som avslutades med Dara Shikohs död och faderns fångenskap i Agra medan Aurangzeb erövrade tronen. Hon tog sedan hand om sin far i Agra till hans död 1666. 